# Billot (outil)

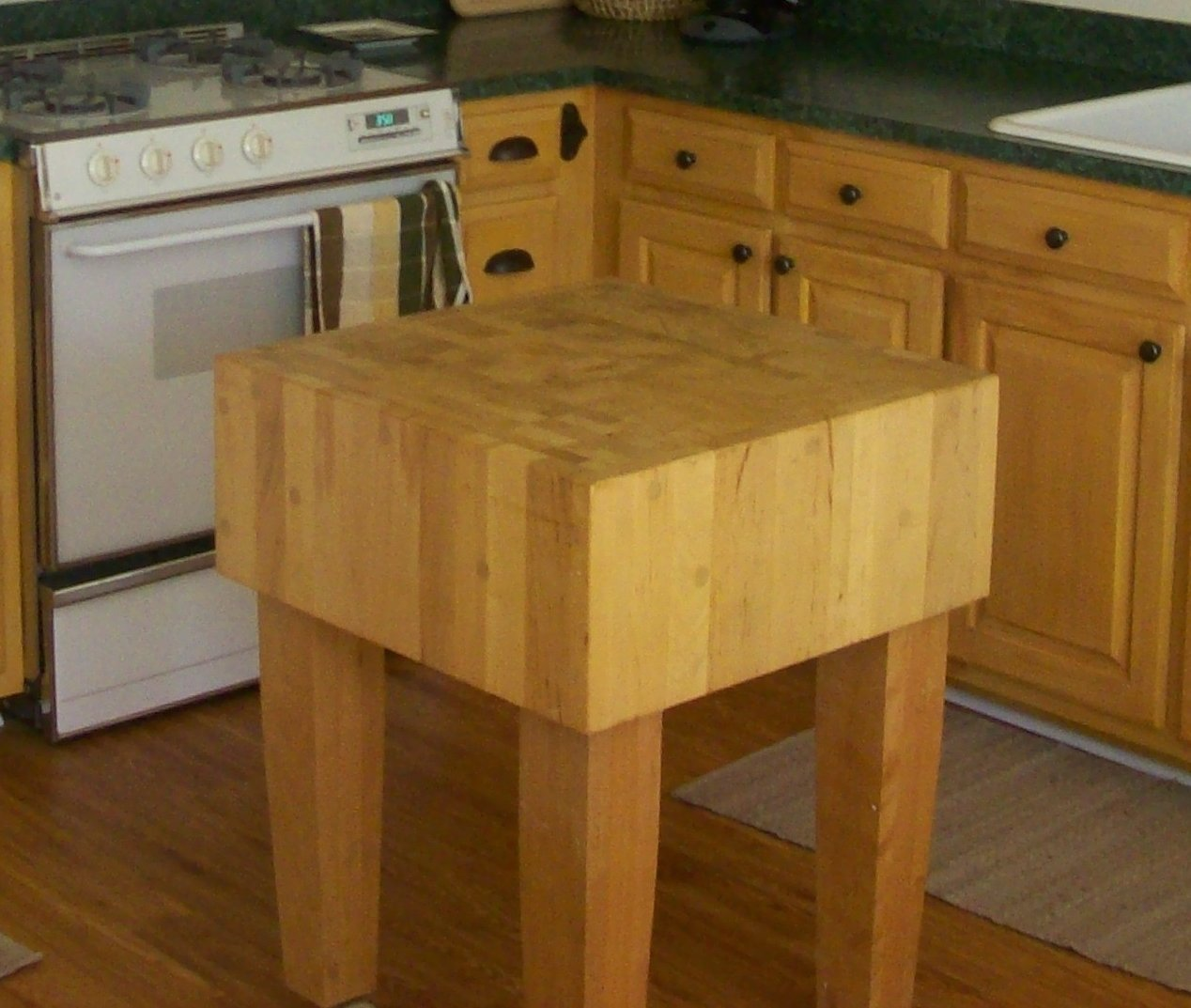
Billot de boucher dans une cuisine américaine.

Pour les articles homonymes, voir Billot.
 (juin 2021).
La mise en forme du texte ne suit pas les recommandations de Wikipédia : il faut le « wikifier ».
Les points d'amélioration suivants sont les cas les plus fréquents :
- Les titres sont pré-formatés par le logiciel. Ils ne sont ni en capitales, ni en gras.
- Le texte ne doit pas être écrit en capitales (les noms de famille non plus), ni en gras, ni en italique, ni en « petit »…
- Le gras n'est utilisé que pour surligner le titre de l'article dans l'introduction, une seule fois.
- L'italique est rarement utilisé : mots en langue étrangère, titres d'œuvres, noms de bateaux, etc.
- Les citations ne sont pas en italique mais en corps de texte normal. Elles sont entourées par des guillemets français : « et ».
- Les listes à puces sont à éviter, des paragraphes rédigés étant largement préférés. Les tableaux sont à réserver à la présentation de données structurées (résultats, etc.).
- Les appels de note de bas de page (petits chiffres en exposant, introduits par l'outil «  Source ») sont à placer entre la fin de phrase et le point final[comme ça].
- Les liens internes (vers d'autres articles de Wikipédia) sont à choisir avec parcimonie. Créez des liens vers des articles approfondissant le sujet. Les termes génériques sans rapport avec le sujet sont à éviter, ainsi que les répétitions de liens vers un même terme.
- Les liens externes sont à placer uniquement dans une section « Liens externes », à la fin de l'article. Ces liens sont à choisir avec parcimonie suivant les règles définies. Si un lien sert de source à l'article, son insertion dans le texte est à faire par les notes de bas de page.
- La présentation des références doit suivre les conventions bibliographiques. Il est recommandé d'utiliser les modèles {{Ouvrage}}, {{Chapitre}}, {{Article}}, {{Lien web}} et/ou {{Bibliographie}}. Le mode d'édition visuel peut mettre en forme automatiquement les références.
- Insérer une infobox (cadre d'informations à droite) n'est pas obligatoire pour parachever la mise en page.

Pour une aide détaillée, merci de consulter Aide:Wikification.
Si vous pensez que ces points ont été résolus, vous pouvez retirer ce bandeau et améliorer la mise en forme d'un autre article.
Un billot  est une pièce de bois à plusieurs usages.

## Description
Un billot est un morceau de bois assez gros et souvent taillé au carré, bien que l’on puisse parfois le trouver dans des formes cylindriques (pour les scieries, notamment : voir grume).
Le billot sert souvent de support. Il était par exemple utilisé comme repose-tête au temps de la guillotine. C’est également une surface plane utilisée en cuisine pour les billots de boucher. Il peut aussi être en fer et servir au maréchal-ferrant, au cordonnier, etc.
Le billot est également le nom donné au support des boules dans le jeu du boultenn.
Le billot de boucher est un outil de travail destiné à la découpe de la viande en boucherie, il est également utilisé dans les cuisines domestiques en tant que plan de travail et de préparation. Un billot est constitué d'un assemblage de pièces de bois dont le fil est orienté verticalement, d'où une appellation dite « bois de bout » ou « bois d'extrémité ». On entend par extrémité, la partie visible du dessus de la fibre où se dessinent les cernes de croissance de l'arbre. L'essence de bois communément utilisé est le charme commun (Carpinus betulus). Il s'agit d'une essence de bois non tannique, dont la densité est l'une des plus fortes des feuillus européens. Pour garantir la solidité et la durabilité de l'assemblage, les fabricants renforcent leurs billots par des tirants en acier et des équerres disposées à chaque angle. Un billot de boucher peut avoir des appellations différentes suivant les régions, comme « étal de boucher », « plot de boucher », ou « souk ». L'entretien d'un billot de boucher est traditionnellement effectué à l'aide d'un racloir. Cet outil dérivé de l'ébénisterie et de la sculpture sur bois est destiné à racler la surface du bois pour l'entretenir.
Au Canada c'est aussi le nom donné à un rondin de bois.